# André L. Maugé
André Louis Maugé (* 30. Januar 1922 in Branne; † 3. Oktober 2008 in Saint-Germain-en-Laye) (voller Name Louis Emile Alexandre André Maugé), manchmal in der Schreibweise Louis André Maugé zitiert, war ein französischer Ichthyologe.

## Leben
Maugé war ursprünglich Buchhalter und arbeitete in Bankfilialen in Paris und der Insel Réunion im Indischen Ozean. 1955 kam er nach Madagaskar, wurde 1958 Generalsekretär des Institut de la Recherche Scientifique de Madagascar (IRSM) (heute Institut de recherche pour le développement (IRD)) und 1964 Leiter der Meeresstation von Tuléar. Während dieser Zeit widmete er sich, verstärkt durch sein berufliches Umfeld und das Tauchen, der Ichthyologie. Als überwiegender Autodidakt verteidigte er im Juni 1970 unter der Leitung von Jean-Marie Pérès seine Dissertation mit dem Titel Le genre Chaetodon Linné, 1758 dans l’Océan Indien occidental an der Universität Aix-Marseille. 
1974 trat er in das Laboratoire d’ichtyologie générale et appliquée des Muséum national d’histoire naturelle ein, wo er bis zu seiner Pensionierung im Jahr 1984 blieb. Während seiner Aufenthalte in Übersee nahm er an zahlreichen Expeditionen teil, insbesondere zur Insel Europa in der Straße von Mosambik, die er in den Jahren 1964, 1966, 1968 und 1969 besuchte und deren Ichthyofauna und Riffgeomorphologie er untersuchte. Zwischen 1962 und 1992 veröffentlichte er allein oder in Zusammenarbeit über 30 Artikel. Seine erste Publikation aus dem Jahr 1962 (in Zusammenarbeit mit Pierre Fourmanoir) hat den Titel Poissons téléostéens de l’île Sainte-Marie und ist eine faunistische Studie der Fische der Île Sainte-Marie. 1992 verfasste er mit Gerard Marquet und Pierre Laboute seine letzte Schrift Les Sicydiinae (Gobiidae) des eaux douces de la Polynésie française. Description de trois espèces nouvelles mit den Erstbeschreibungen zu drei neuen Arten aus der Unterfamilie der Lippenzahngrundeln (Sicydiinae) von Französisch-Polynesien.
Neben seinen Beschreibungen beteiligte sich André Maugé aktiv an der Erstellung von Sammelwerken, darunter Clofeta: Catalogue des poissons de l’Atlantique oriental tropical, Cloffa: Catalogue des poissons d’eau douce d'Afrique und FAO identification sheet for the western Indian Ocean, indem er die Kapitel zu mehreren Fischfamilien verfasste, insbesondere zu Chaetodontidae, Serranidae, Eleotridae, Gobiidae und anderen. Er war auch ein talentierter Zeichner und fertigte die Illustrationen für seine Veröffentlichungen selbst an.

## Dedikationsnamen
Nach Maugé sind die Leierfischart Draculo maugei (Smith, 1966) und die Sägebarschart Plectranthias maugei Randall, 1980 benannt.

## Erstbeschreibungen von André L. Maugé
- Apolemichthys guezei (Randall & Maugé, 1978)
- Cirripectes chelomatus Williams & Maugé, 1984
- Eleotris pellegrini Maugé, 1984
- Eleotris vomerodentata Maugé, 1984
- Halimuraenoides Maugé & Bardach, 1985
- Halimuraenoides isostigma Maugé & Bardach, 1985
- Lentipes rubrofasciatus Maugé, Marquet & Laboute, 1992
- Odontanthias katayamai (Randall, Maugé & Plessis, 1979)
- Odontanthias tapui (Randall, Maugé & Plessis, 1979)
- Oxylapia Kiener & Maugé, 1966
- Oxylapia polli Kiener & Maugé, 1966
- Paretroplus maculatus Kiener & Maugé, 1966
- Poecilopsetta vaynei Quéro, Hensley & Maugé, 1988
- Prognathodes guezei (Maugé & Bauchot, 1976)
- Ptychochromoides Kiener & Maugé, 1966
- Ratsirakia Maugé, 1984
- Samaris costae Quéro, Hensley & Maugé, 1989
- Samariscus desoutterae Quéro, Hensley & Maugé, 1989
- Samariscus nielseni Quéro, Hensley & Maugé, 1989
- Sicyopterus caudimaculatus Maugé, Marquet & Laboute, 1992
- Smilosicyopus bitaeniatus (Maugé, Marquet & Laboute, 1992)

## Weblink
- Louis Emile Alexandre André Maugé bei Institut national de la statistique et des études économiques (INSEE)